# Prix de science et technologie du Mexique
Le prix de science et technologie du Mexique est un prix fondé en 1990 par le prédident du Mexique décerné par le Conseil national de la science et de la technologie (Mexique) (es) (CONACYT) aux chercheurs ibéro-américains en reconnaissance de travaux scientifiques ou technologiques réalisés dans des institutions situées en Amérique latine ou péninsule ibérique.

## Récipiendaires
- Jacinto Convit, 1990
- Juan José Giambiagi (es), 1991
- Johanna Döbereiner, 1992
- José Leite Lopes, 1993
- Ignacio Rodríguez Iturbe (es), 1994
- José Luis Massera, 1997
- Margarita Salas Falgueras, 1998
- Sérgio Henrique Ferreira (pt), 1999
- Jacob Palis, 2000
- Ricardo Bressani (es), 2001
- Martín Schmal, 2002
- Constantino Tsallis, 2003
- Ginés Morata (es), 2004
- Avelino Corma (es), 2005
- Antonio García-Bellido (es), 2006
- Ramón Latorre de la Cruz, 2007
- Mayana Zatz, 2008
- Miguel Ángel Alario y Franco, 2009
- Boaventura de Sousa Santos, 2010
- Carlos López Otín, 2011
- Juan Carlos Castilla Zenobi (es), 2012
- Víctor Alberto Ramos (es), 2013
- Carlos Martínez Alonso (es), 2014
- Andrés Moya, 2015
- Rafael Radi Isola, 2016
- María Ángela Nieto Toledano, 2017
- José Wagner Furtado Valle (en), 2018